# Бабка (урочище)
«Уро́чище Ба́бка» (укр. Урочище Бабка) — ботанический памятник природы общегосударственного значения, расположенный на территории Бородянского района (Киевская область, Украина); массив дубовых и дубово-грабовых лесов.
Площадь — 78 га.

## История
Статус памятника природы был присвоен согласно Постановлению Совета министров УССР № 780-Р от 14.10.1975 года.
По результатам обследования 2011 года заказник представлял собой эталонную природную дубраву, отсутствовали очевидные нарушения природоохранного режима. Исследование кадастровых карт, проведённое в 2013 году показало, что на территории заказника имеются земельные участки, выданные с нарушением законодательства, общей площадью около 7,5 га.

## Описание
Находится близ села Пороскотень Бородянского района Киевской области. Статус памятника природы присвоен с целью охраны и сохранения дубовых и дубово-грабовых лесов, редких для Киевского Полесья.
Территория урочища слабо холмистая, находится в долине реки Стрижень (небольшой приток реки Здвиж), пересекается ручьями, имеются пруды. Значительную площадь урочища занимают дубравы трясунковидноосоковые, находящиеся здесь на восточной границе распространения, также имеются массивы дубово-грабовых лесов с осокой волосистой (Carex pilosa), звездчаткой ланцетовидной (Stellaria holostea), снытью обыкновенной (Aegopodium podagraria); в долинах ручьёв — черноольшаники.

## Природа
В урочище произрастает около 150 видов сосудистых растений. Имеются весенние эфемероиды, среди которых преобладает ветреница дубравная (Anemone nemorosa), в дубово-грабовых лесах — хохлатка полая (Corydalis cava) и хохлатка плотная (Corydalis solida). Встречаются растения, занесённые в Красную книгу Украины — любка двулистная (Platanthera bifolia), любка зелёноцветная (Platanthera chlorantha), дремлик зимовниковый (Epipactis helleborine), гнездовка настоящая (Neottia nidus-avis), пальчатокоренник пятнистый (Dactylorhiza maculata), тайник яйцевидный (Listera ovata), лилия кудреватая (Lilium martagon), осока теневая (Carex umbrosa).